# Lothar Rathmann
Lothar Rathmann (* 16. Februar 1927 in Werdau; † 25. Mai 2022) war ein deutscher Historiker und Orientalist. Er war Professor für Geschichte der arabischen Länder an der Karl-Marx-Universität Leipzig und von 1975 bis 1987 deren Rektor.

## Leben und Wirken
Lothar Rathmann besuchte die Volks- und Mittelschule in Werdau, danach absolvierte er eine kaufmännische Lehre und die Handelsschule. Am 27. Januar 1944 beantragte er die Aufnahme in die NSDAP und wurde zum 20. April desselben Jahres aufgenommen (Mitgliedsnummer 9.988.750). Nach dem Dienst in der Wehrmacht und sowjetischer Gefangenschaft arbeitete er als Neulehrer an der Zentralschule Neumark. 1945 trat er der SPD bei, die im Jahr darauf mit der KPD zur SED zwangsvereinigt wurde.
Von 1948 bis 1952 studierte er Geschichte (u. a. bei Walter Markov), Geographie und Pädagogik an der Universität Leipzig. Als Markov 1951 aus der SED ausgeschlossen wurde und eine politische Anweisung zum Boykott von dessen Lehrveranstaltungen erging, gehörte Rathmann als Parteimitglied zusammen mit Manfred Kossok zu den Studenten, die dem Boykottaufruf nicht folgten. Nach dem Staatsexamen 1952 arbeitete er als Aspirant bzw. Wissenschaftlicher Oberassistent am Institut für Allgemeine Geschichte (Abteilung Neuzeit). 1956 wurde er bei Walter Markov mit der Arbeit Die Getreidezollpolitik der deutschen Großgrundbesitzer in der zweiten Hälfte der siebziger Jahre des 19. Jahrhunderts unter besonderer Berücksichtigung der nordamerikanischen Agrarkonkurrenz zum Dr. phil. promoviert.
Ab 1958 war er Dozent für Allgemeine Geschichte der Neuzeit, 1961 wurde er mit der Arbeit Die Nahostexpansion des deutschen Imperialismus vom Ausgang des 19. Jahrhunderts bis zum Ende des ersten Weltkrieges habilitiert. Anschließend wechselte er als Dozent für Geschichte Nordafrikas und des Vorderen Orients an das Orientalische Institut. 1963 wurde er Professor mit Lehrauftrag, 1966 mit vollem Lehrauftrag für Geschichte Nordafrikas und des Vorderen Orients. 1968 wurde er zum ordentlichen Professor für Geschichte der arabischen Länder an der Sektion Afrika- und Nahostwissenschaften der Karl-Marx-Universität Leipzig (KMU) berufen.
Lothar Rathmann war von 1964 bis 1969 Direktor des Orientalischen Instituts der Universität Leipzig. Er begründete die Leipziger Schule der Orientalistik, zu deren Hauptwerken die siebenbändige Geschichte der Araber (erschienen 1971–1983) zählt. Einer seiner Schüler war Gerhard Höpp.
Von 1965 bis 1967 war Rathmann Dekan der Philosophischen Fakultät und von 1973 bis 1975 Direktor der Sektion Afrika- und Nahostwissenschaften der Universität Leipzig. Von 1975 bis 1987 war er Rektor der Universität.
Als SED-Mitglied gehörte Rathmann 1976 bis 1981 dem Bezirkstag Leipzig an.

## Ehrungen und Mitgliedschaften
- 1966: Vorsitzender des Zentralen Rates für  Asien-, Afrika- und Lateinamerikawissenschaften in der DDR[5]
- 1975: Korrespondierendes Mitglied der Akademie der Wissenschaften der DDR
- 1977: Mitglied der Sächsischen Akademie der Wissenschaften
- 1979–1990: Vorsitzender des Nationalkomitees für Asien-, Afrika- und Lateinamerikawissenschaften beim Ministerium für das Hoch- und Fachschulwesen der DDR
- 1980–1990: Mitglied im Vorstand des Weltverbandes der Universitäten
- 1980: Ehrendoktor der San-Marcos-Universität in Lima
- 1983: Ordentliches Mitglied der Akademie der Wissenschaften der DDR
- 1985: Ehrendoktor der Universidad Nacional de San Augustin de Arequipa (Peru)
- 1987: Ehrenbürger von Werdau
- 1988: Ehrendoktor der Nationalen Taras-Schewtschenko-Universität Kiew

## Schriften
Lothar Rathmann verfasste etwa 150 Veröffentlichungen, die zum Teil auch in den arabischen Ländern publiziert wurden.
- Märzstürme 1920. Aufbau, Berlin 1954.
- Araber stehen auf. Verlag des Ministeriums für Nationale Verteidigung, Berlin 1960.
- Berlin – Bagdad. Die imperialistische Nahostpolitik des kaiserlichen Deutschlands. Dietz, Berlin 1962.
- Stossrichtung Nahost 1914–1918. Zur Expansionspolitik des deutschen Imperialismus im 1. Weltkrieg. Rütten & Loening, Berlin 1963.
- Neue Aspekte des ʿĀrābī-Aufstandes 1879 bis 1882 in Ägypten. (= Sitzungsberichte der Deutschen Akademie der Wissenschaften zu Berlin, Klasse für Philosophie, Geschichte, Staats-, Rechts- und Wirtschaftswissenschaften. Nr. 10). Akademie-Verlag, Berlin 1968.
- The Causes and character of the Israeli aggression and world peace. Nationalrat der Nationalen Front des demokratischen Deutschland, Berlin 1969.
- mit Holger Preißler: Tradition in Bewegung. (= Sitzungsberichte der Akademie der Wissenschaften der DDR. Gesellschaftswissenschaften. Nr. 3). Akademie, Berlin 1986, ISBN 3-05-000057-0.

Herausgeber
- Geschichte der Araber. 7 Bände. Akademie-Verlag, Berlin 1971–1983.
- mit Siegfried Hoyer (Hrsg.): Alma mater Lipsiensis. Geschichte der Karl-Marx-Universität Leipzig. Edition Leipzig, Leipzig 1984.
- Colonialism, neocolonialism, and Africa's path to a peaceful future. Akademie-Verlag, Berlin 1985.
- Arabische Staaten. Akademie-Verlag, Berlin 1988, ISBN 3-05-000244-1.